# سلطان الواعظین شیرازی
سید محمد اشرفی شیرازی معروف به سلطان الواعظین (زاده ۱۲۷۶ شمسی در تهران _درگذشته ۱۶ مهر ۱۳۵۰ در تهران) روحانی و مجتهد شیعه و فرزند سیدعلی اکبر اشرف الواعظین از روسا و بزرگان سادات شهر شیراز، اندیشمند، خطیب و از علمای شیعه قرن چهاردهم بود که در ذیقعده ۱۳۱۴ قمری مطابق با فروردین یا اردیبهشت ۱۲۷۶ شمسی در تهران متولد شد.
او با نظر برخی محافظه‌کاران که معتقد بر عدم انجام مباحثات علمی شیعه و سنی برای ممانعت از رنجش اهل سنت بودند مخالفت کرده و این روش را کاملاً به زیان عالم تشیّع می‌دانست. او را بیشتر به دلیل تألیف کتاب «شب‌های پیشاور» می‌شناسند.

## تحصیلات
سید محمد شیرازی فراگیری دروس دینی را ابتدا نزد پدرش سید علی اکبر معروف به اشرف الواعظین شیرازی آغاز کرد. سپس دروس مقدماتی را در مدرسه پامنار تهران به اتمام رسانید و در سال ۱۳۲۶ قمری با پدرش عازم عراق و شهر کربلا شد و در آنجا مشغول به تحصیل گردید. در مدت دو سال که آنجا توقف داشت تحصیلات سطوح را نزد فاضل مرندی و شهرستانی به پایان رساند. وی پس از مدتی به تهران بازگشت و بعد از درگذشت پدرش در سال ۱۳۵۱ قمری به قم رفت و از دروس علمائی مثل عبدالکریم حائری یزدی، محمد حجت کوه‌کمری، سید محمدتقی خوانساری و محمدعلی شاه آبادی بهره برد.

## اجازه حدیث
سلطان الواعظین از سوی مراجع و علمای حوزه از جمله عبدالکریم حائری یزدی، عبدالله مامقانی، آقا ضیاءالدین عراقی، سید ابوالقاسم طباطبائی غروی و سید شهاب الدین مرعشی نجفی اجازه روایت حدیث و کتب روایی را داشت. تصویر متن این اجازه‌نامه‌ها در پایان کتاب شب‌های پیشاور به چاپ رسیده‌است.

## سفرهای تبلیغی و مناظرات

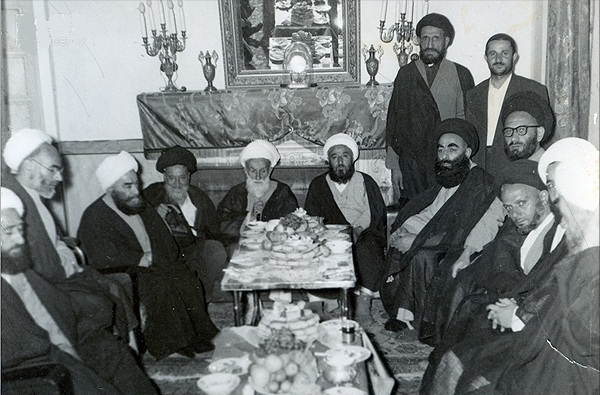
سلطان الواعظین شیرازی در کنار شیخ محمدرضا تنکابنی، شیخ علی‌اکبر برهان و برخی علمای تهران

سیدمحمد برای تکمیل علم خویش به کشورهای عراق، سوریه، فلسطین، اردن، مصر، پاکستان و هندوستان سفر نمود. او در این سفرها با گروه‌های بسیاری از یهودیان، مسیحیان، برهمائیان و مسلمانان اهل سنت و… به بحث و مناظره در مسائل دینی و مذهبی پرداخت. نتیجه این سفرها به آثاری از او انجامید که صد مقاله سلطانی در رد بر یهود و نصارا و نیز گروه رستگاران یا فرقه ناجیه در دو جلد از آن جمله‌اند.

### مناظره با گاندی
سلطان الواعظین در ربیع الاول سال ۱۳۴۵ هجری قمری درحالی که بیش از سی سال نداشت، بعد از سفر حج از طریق دریا به کراچی پاکستان و برخی شهرهای مهم هند از جمله بمبئی، لاهور، پنجاب، حیدرآباد رفته و بنا به درخواست دوستان خود و با توجه به شهرتی که داشته، جلسات مناظره متعددی با علمای هندو و سایر مذاهب اسلامی برگزار کرد. در همین جلسات بود با مهاتما گاندی دیدار کرده و در مناظره بر او پیروز شد و آن مصاحبه در روزنامه‌های آن زمان هند چاپ شد.

### مناظره با علمای اهل سنت

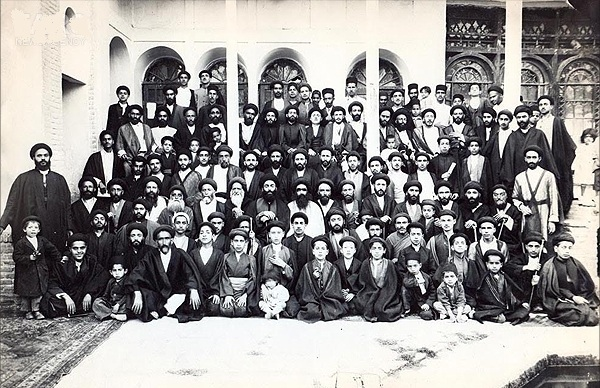
سلطان الواعظین شیرازی در جمع مردم و علمای شهر اصفهان)

در شعبان ۱۳۴۵ هجری قمری به دعوت سید عنایت علیشاه نقوی (مدیر هفته‌نامه در نجف) و محمد سرورخان (از خاندان‌های قزلباش بانفوذ پاکستان) برای اجرای تنها برنامه سخنرانی عمومی خود به زبان فارسی در هند، عازم سیالکوت و از آنجا به پیشاور پاکستان که در مرز افغانستان واقع شده می‌رود. جلسات سخنرانی‌ای که وی عصرها در امام باره (حسینه) عادل بیک رسالدار با موضوع اثبات امامت برگزار می‌کرد، گاهی تا سه ساعت به طول می‌کشید.
در یکی از روزها دو نفر از روحانیان اهل سنت به نام‌های حافظ محمد رشید و عبدالسلام که اهل ملتان کابل بودند، به ملاقات او آمده و تا ده شب با او مشغول مناظره می‌شوند. این جلسات که در منزل شخصی به نام میرزا یعقوب‌علی برگزار می‌شد بعد از نماز مغرب و عشا آغاز می‌شد و به مدت شش یا هفت ساعت و گاه تا طلوع فجر ادامه می‌یافت، با حضور چهار نفر خبرنگار و حدود دویست شنونده شیعه و سنی مورد اهتمام واقع شد و گزارش آن را هر روز صبح منتشر می‌شد. بعد از گذشت مدتی سلطان الواعظین از روی گزارش‌ها چاپ شده در روزنامه‌ها، این مناظرات را در کتابی به نام «شب‌های پیشاور» تنظیم و چاپ نمود.

### چاپ نشده
1. عقاید سلطانی: در یک جلد.
2. سرادقات سلطانی: در صفات و علائم مؤمنین، در ۴ جلد.
3. فضایح الصوفیه: در حالات و منشأهای پیدایش اهل تصوف.
4. مجموعه سلطانی: به صورت کشکول در ۱۲ جلد.
5. توحید سلطانی: در معرفت الهی و صفات ثبوتیه و سلبیه، در ۲ جلد.
6. معراجیه: در بیانِ دلایل عقلی و نقلی بر اثبات معراج جسمانی.
7. راهنمای اهل توحید: در صفات و شرایط نبوت و راهنمایان توحید، در ۲ جلد.
8. المآل البینه: در اثبات وجود امام زمان.
9. راه سعادت: در تشریح ساختار معنوی انسان (اخلاق و صفات حمیده) در ۲ جلد.
10. حکمت الهی: حدیث، در دو جلد.
11. اثبات الحجّه: در شرایط و صفات امامت و حالات امامان شیعه، در ۲ جلد.[۳]

## درگذشت
سلطان الواعظین در ده سال پایانی عمر به دلیل بیماری قلبی از منبر منع و خانه‌نشین شد، تا اینکه در جمعه ۱۷ شعبان ۱۳۹۱ قمری برابر با ۱۶ مهر ۱۳۵۰ در تهران در سن ۷۴ سالگی درگذشت. پیکرش به قم منتقل شد و در مقبره ابوحسین قم به خاک سپرده شد.

## ارجاعات
1. ↑  شیرازی-به-روایت-تصاویر «سلطان الواعظین اشرفی شیرازی به روایت تصاویر» مقدار |پیوند= را بررسی کنید (کمک). خبرگزاری فارس. ۲۶ مهر ۱۳۹۴. دریافت‌شده در ۲۱ مه ۲۰۱۸.[پیوند مرده]
2. ↑  سلطان الواعظین ۱۳۸۷، ص. ۱۹، سرآغاز.
3. 1 2 3 4 5 6 7 8 9 10
4. 1 2 3 4  «مناظره جالب سلطان با گاندی/ «شب‌های پیشاور» حاصل ۶۰ ساعت مناظره». خبرگزاری تسنیم. ۹ تیر ۱۳۹۲. دریافت‌شده در ۲۱ مه ۲۰۱۸.